# Józef Zarek
Józef Zarek (ur. 15 stycznia 1949 w Stanisławowie) – historyk literatur zachodniosłowiańskich, profesor Uniwersytetu Śląskiego, slawista-sorabista. Prowadzi badania z zakresu literatury czeskiej, słowackiej i łużyckiej XX wieku. Publikacje książkowe: Eseistyka Otokara Březiny. W kręgu dylematów symbolisty (1979), Poezja i myśl. Problem refleksji w czeskiej poezji międzywojennej (1993). Ważniejsze prace leksykograficzne (słownik czesko-polski i polsko-czeski) i edytorskie: "Pamiętnik Słowiański" (członek komitetu redakcyjnego od 2001), Nadzieje i zagrożenia. Slawistyka i komparatystyka u progu nowego tysiąclecia (2002), W kręgu Krabata. Szkice o Juriju Brězanie, literaturze, kulturze i językach łużyckich (2002).